# Papiro 102

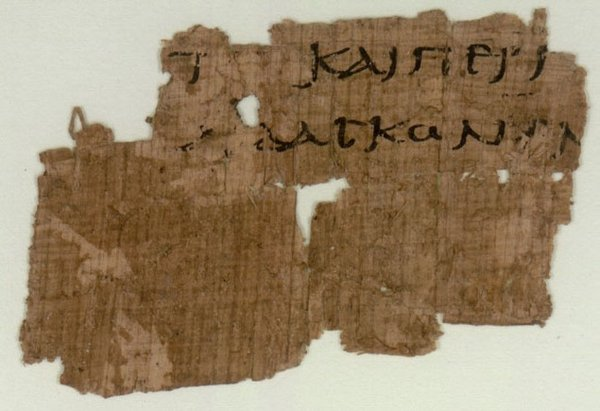
Papiro 102.

El Papiro 102 (en la numeración Gregory-Aland) designado como {\displaystyle {\mathfrak {P}}}102, es una copia antigua de una parte del Nuevo Testamento en griego. Es un manuscrito en papiro del Evangelio de Mateo y contiene la parte de Mateo 4:11-12; 4:22-23. Ha sido asignado paleográficamente a los siglos III y IV.
El texto griego de este códice es probablemente un representante del Tipo textual alejandrino, también conocido neutral o egipcio. Aún no ha sido relacionado con una categoría de las manuscritos del Nuevo Testamento.
Este documento se encuentra en la biblioteca Sackler de la Universidad de Oxford (Papyrology Rooms, P. Oxy. 4402), en Oxford.

### Lectura recomendada
- J. David Thomas, The Oxyrhynchus Papyri LXIV (London: 1997), pp. 2–4.
- Comfort, Philip W.; David P. Barrett (2001). The Text of the Earliest New Testament Greek Manuscripts. Wheaton, Illinois: Tyndale House Publishers. pp. 636-638. ISBN 978-0-8423-5265-9.